# Archiearis sajana
Archiearis sajana là một loài bướm đêm trong họ Geometridae.